# Ершов, Василий Артемьевич
Василий Артемьевич Ершо́в (Е́ршев) (около 1780—1860) — русский кораблестроитель, корабельный мастер, построил более 60 судов различного класса и ранга, среди которых линейный корабль «Азов», ставший первым кораблём отечественного флота удостоенный высшей награды для кораблей — кормовым Георгиевским флагом, член Кораблестроительного учётного комитета, генерал-лейтенант Корпуса корабельных инженеров, его именем назван мыс на Новой Земле.

## Биография
Василий Артемьевич Ершов родился в Казани в семье мастерового местного Адмиралтейства. Точная дата рождения В. А. Ершова неизвестна, в различных источниках приводятся даты с 1776 по 1781 год. Подростком Василий Ершов помогал отцу в работах на судостроительной верфи. В 1791 году один из петербургских корабельных мастеров, находившийся на казанской верфи по служебным делам, увёз Василия с согласия родителей в столицу, где он поступил мачтовым учеником в чертёжную Петербургского порта. Позже Василий Ершов был переведён на верфь в Галерный двор ластовым учеником 1-го класса. Его учителями были корабельный мастер Даниил Массальский и мачтовый мастер Иван Копейщиков.
В 1804 году Василий Ершов участвовал в переоборудовании четырёх транспортов в бомбардирские суда, а позже в постройке корвета в Кронштадтском порту. В 1805 году был произведён в обученные тиммерманы. В 1808 году был повышен до помощника корабельного мастера XIV класса Табеля о рангах. В 1810 году был командирован в Финляндскую губернию для освидетельствования лиственных лесов корабельного назначения, после чего был направлен в Бьёркезунд для исправления водоналивного судна, выброшенного на камни у острова Равица в северной части акватории Финского залива. В конце 1810 года был произведён в XIII класс.

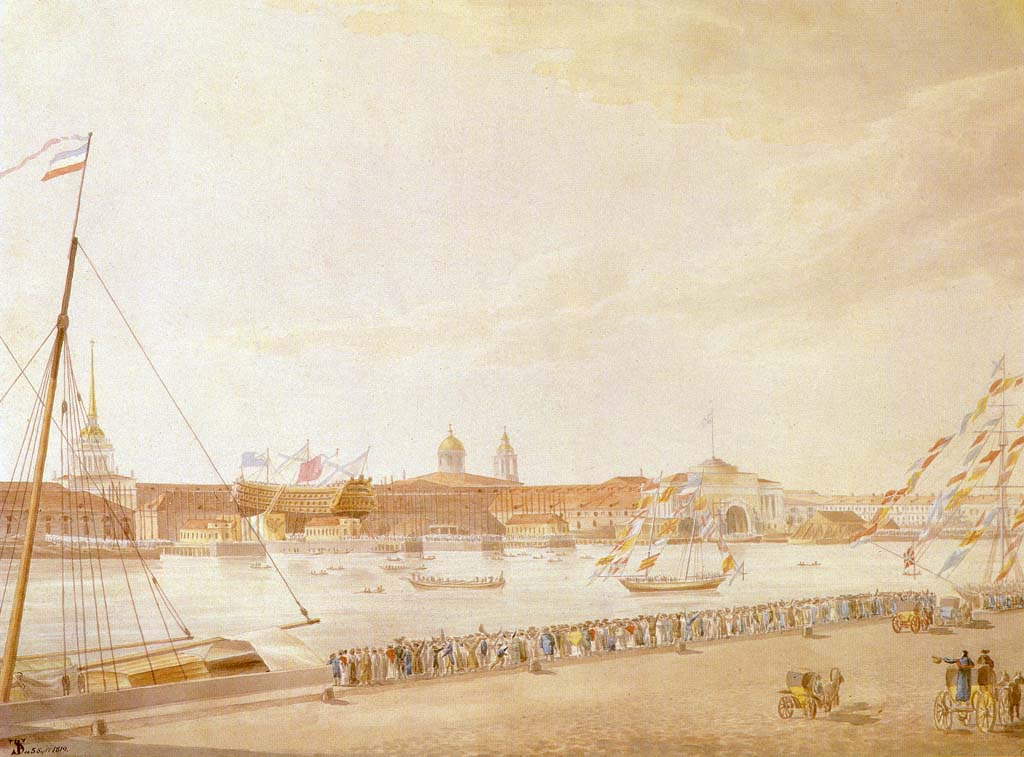
«Спуск корабля на Неве». Акварель Ф. Ф. Шенрока. 1819 г.

С 1811 года работал на Кронштадтской верфи, занимался тимберовкой и судовыми работами по устранению дефектов кораблей Балтийского флота. Принимал участие в строительстве 110-пушечного линейного корабля «Ростислав» (спущен на воду 31 июля 1813 года), строителем которого был корабельный мастер И. П. Амосов. В 1817 году произведён в IX класс. В 1818 году был командирован на Берёзовые острова для освидетельствования яхты «Филлип», получившей повреждения в шторм, а затем назначен в Санкт-Петербургское Главное адмиралтейство к достройке линейных кораблей: 110-пушечного «Лейпциг» (строитель Г. С. Исаков) и 84-пушечного «Фершампенуаз» (строитель И. С. Разумов).
В 1819—1820 годах Василий Ершов готовил для дальнего плавания фрегат «Гектор» на Охтенской верфи (строитель В. Ф. Стоке), участвовал в подготовке к Первой русской антарктической экспедиции военных шлюпов «Восток», «Мирный», «Открытие» и «Благонамеренный» на Олонецкой верфи в Лодейном поле.

### Корабельный мастер
В 1821 году произведён в корабельные мастера. В 1821—1823 годах участвовал в постройке экспедиционных судов: фрегатов «Кастор» и «Крейсер», шлюпов «Ладога», «Аполлон» и «Предприятие», брига «Аякс». 7 февраля 1823 года «за ревностную службу, искусство и труды» был награждён орденом Святого Владимира 4 степени.

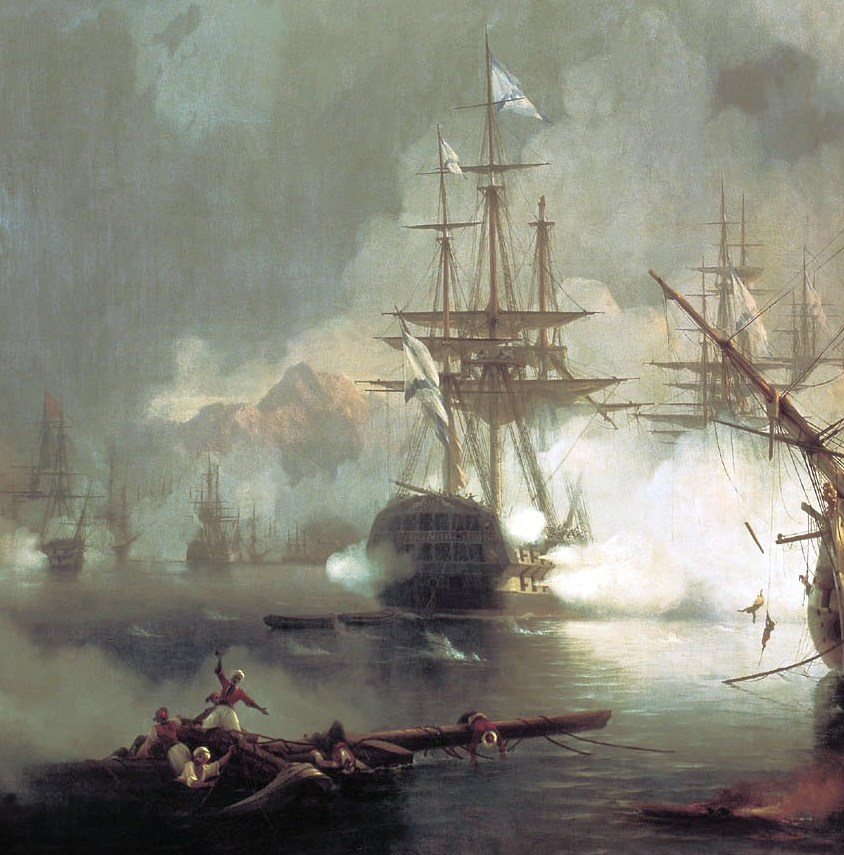
Корабль «Азов» на картине Айвазовского «Сражение при Наварине» (фрагмент, 1848)

В 1824 году, в связи с развитием судостроения в Архангельске, потребовалась помощь управляющему Соломбальского порта А. М. Курочкину. На северную верфь был командирован В. А. Ершов. С октября 1825 по май 1826 года вместе с А. М. Курочкиным построил два 74-пушечных корабля «Иезекииль» и «Азов», корабли были спущены на воду 26 мая 1826 года. «Азов» стал первым кораблём в отечественного флота, который 17 (29) декабря 1827 года удостоился высшей награды для кораблей — кормовым Георгиевским флагом — за проявленные мужество и отвагу в достижении победы в Наваринском сражении.
22 декабря 1826 года, в связи с образованием Корпуса корабельных инженеров, Ершов получил чин штабс-капитана. 29 декабря того же года за отличие произведён в капитаны, а 21 мая 1827 года в подполковники.
С 1826 года Ершов самостоятельно приступил к строительству кораблей. В период с 1826 по 1831 годы он построил второй на Севере колёсный пароход «Спешный»; пять фрегатов: «Александра» (спущен на воду 21 мая 1827 года), «Мария» (спущен 21 мая 1827 года), 44-пушечный «Кастор» (спущен 21 мая 1831 года), «Венус» (первоначально «Скорый», заложен 24 августа 1828 года, спущен 9 сентября 1829 года), «Ольга» (спущен 21 мая 1827 года); семь 74-пушечных линейных корабля 3 ранга: «Кацбах», «Кульм» (заложены 5 сентября 1827 года, спущены 25 мая 1828 года), «Лесное», «Нарва» (заложены 24 августа 1828 года, спущены 21 мая 1829 года), «Бородино», «Красной» (заложены 16 августа 1829 года, спущены 23 мая 1830 года), «Память Азова» (заложен 27 сентября 1830 года, спущен 21 мая 1831 года); два транспорта «Двина» и «Кола».
В 1832 году В. А. Ершов построил 44-пушечный фрегат «Амфитрида» (спущен 17 мая 1832 года), транспорт «Соломбала» и судно для подъема якорей. На корабле «Азов» перешел из Архангельска в Кронштадт «для практических замечаний по построенным кораблям», где удостоился личной похвалы от Государя Императора Николая I. 30 августа 1832 года был произведён в полковники и возглавил кораблестроение в Архангельском порту.
В период с 1832 по 1842 годы корабел построил шесть 74-пушечных корабля: «Орёл» (заложен 31 августа 1831 года, спущен 21 мая 1833 года), «Остроленка» (Заложен 21 декабря 1832 года, спущен 21 мая 1834), «Лейпциг» (заложен 22 сентября 1834, спущен 29 апреля 1836 года), «Ретвизан» (спущен 21 мая 1839 года), «Финланд» (спущен 21 мая 1840 года), «Ингерманланд» (спущен 24 мая 1842 года); фрегат «Мельпомена» (спущен 29 апреля 1836 года); девять транспортов: «Мезень», «Онега», «Печора», «Пинега», «Свирь», «Мста», «Тверь», «Волга» и «Тверца»; пароход «Полезный»; три шхуны: «Метеор», «Новая Земля» и «Шпицберген».

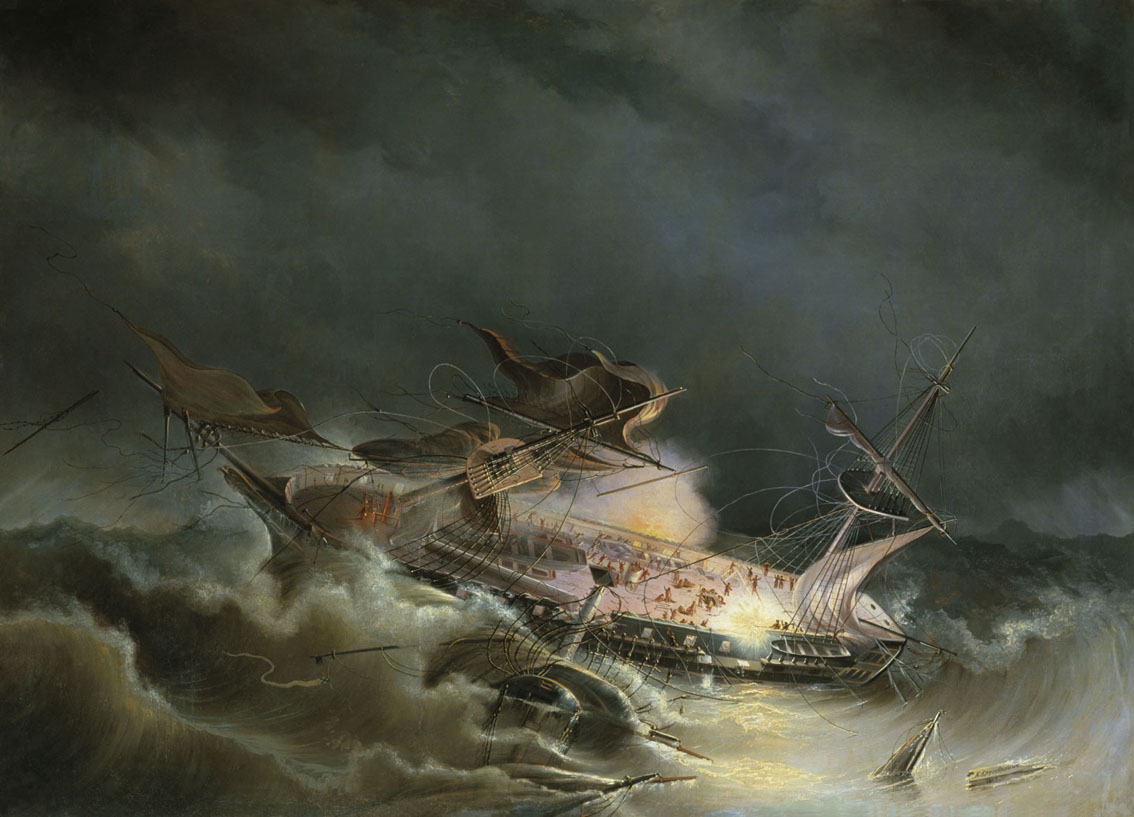
«Крушение корабля „Ингерманланд“ 30 августа 1842 года у берегов Норвегии». Картина К. В. Круговихина, 1843 год.

В 1842 году Ершов получил назначение в Кронштадт и сдал обязанности управляющего Соломбальского порта Фёдору Загуляеву. 30 августа 1842 года полковник В. А. Ершов вместе со своими сыновьями, морскими офицерами, находился на построенном им 74-пушечном линейном парусном корабле «Ингерманланд» в море. Корабль попал в сильнейший шторм и налетел на подводные камни у берегов Норвегии. В результате трагедии погибло 389 человека, в том погиб и старший сын строителя корабля поручик 7-го ластового экипажа Василий Ершов.
В 1843 году Ершов был назначен временным членом Кораблестроительного учётного комитета при петербургском порту. В 1843—1845 годах находился в Кронштадте, в комиссиях по освидетельствованию судов. 27 октября 1847 года назначен старшим производителем судостроительных работ в кронштадтском порту. 6 декабря 1849 года произведён в генерал-майоры. 21 октября 1853 года В. А. Ершов стал членом Кораблестроительного учётного комитета. В 1854 году за продолжительную службу кораблей «Ретвизан» и «Лейпциг», фрегата «Мельпомена» — получил прибавку к жалованию. В 1856 году был награждён орденом Святого Владимира 3 степени, а в 1858 году — золотой табакеркой по чину.
15 февраля 1860 года Василий Артемьевич Ершов был произведён в генерал-лейтенанты Корпуса корабельных инженеров с увольнением со службы, и в тот же день умер.

## Память
- В 1833 году в честь Василия Артемьевича Ершова назван мыс на Новой Земле, открытый П. К. Пахтусовым, руководителем экспедиции на боте «Новая Земля», построенным В. А. Ершовым[3][12].